# 뇌수전증
뇌수전증(Brain fag syndrome, BFS)은 집중 및 정보 유지 어려움, 머리와 목 통증, 눈 통증을 포함한 증후군이다. 청소년기 및 성인기 초기에 압박으로 인하여 발생하는 가장 흔한 병이다. 19세기에 영국에서 처음 사용되었고 1960년대 나이지리아 고등학생과 대학생에 대하여 설명하였으며 현재는 오래된 말이다. 젊은이 사이에 성공에 대한 과도한 압박으로 발생하는 문화기반 증후군(culture-bound syndrome)으로서 간주하는 것은 아욘린데(Ayonrinde)(2020)가 논의하였다.

## 같이 보기
- 브레인 포그